# Plays “High Gospel”
Plays «High Gospel» (2011) — дебютный альбом канадского музыканта Ефрима Менюка, больше известный как основатель группы Godspeed You! Black Emperor и A Silver Mt. Zion. Альбом выдержан в том же мотиве, что и предыдущая работа Horses in the Sky группы A Silver Mt. Zion. Альбом был издан записан на собственной студии Hotel2Tango, а также в других местах Канады в 2010 году.

## Альбом
Лейбл Constellation описывает релиз как «личный альбом, являющейся одой по Монреалю (городу, в котором Менюк прожил 2 десятилетия), по ушедшим друзьям (Vic Chesnutt, Emma) и по отцовству». Обложка альбома отображает Ефрима с его сыном по имени Ezra, мать которой является Jessica Moss — участница группы A Silver Mt. Zion, поющая в последнем треке этого альбома.

## Список композиций
1. «Our Lady of Parc Extension and Her Munificent Sorrows» — 7:00
2. «A 12-pt. Program for Keep on Keepin' On» — 9:00
3. «August Four, Year-of-Our-Lord Blues» — 3:01
4. «Heavy Calls & Hospitals Blues» — 2:33
5. «Heaven’s Engine Is a Dusty Ol' Bellows» — 2:08
6. «Kaddish for Chesnutt» — 7:18
7. «Chickadees' Roar Pt. 2» — 4:44
8. «I Am No Longer a Motherless Child» — 6:24

Все тексты и музыка придуманы Менюком.

## Участники
- Ефрим Менюк — гитара, фортепиано, вокал,
- Jessica Moss — скрипка
- David Payant — барабаны
- Katie Moore — вокал